# بوصير طبقي الأوراق
البوصير طبقي الأوراق (باللاتينية: Verbascum ptychophyllum) نوع نباتي يتبع جنس البوصير من الفصيلة الغدبية.

## الموئل والانتشار
موطنه بلاد الشام.